# Bled (cratera)
Bled é uma cratera marciana. Tem como característica 7.8 quilômetros de diâmetro. Deve o seu nome a Bled, uma pequena cidade da Eslovênia.